# Lin Li
Lin Li (em chinês:  林莉; 5 de julho de 1992) é uma voleibolista profissional chinesa, campeã olímpica. 

## Carreira
Lin é membra da seleção chinesa de voleibol feminino. Em 2016, representou seu país nos Jogos Olímpicos de Verão no Rio de Janeiro, que foi campeã.